# خبز الحمص
خبز الحمص (باللغة التركية: Nohut Ekmeği أو Nohutlu Ekmek. والألبانية: Qahi. والإنجليزية: Chickpea bread). هو نوع من الخبز المصنوع من دقيق الحمص. صُنع في آسيا الوسطى منذ العصور القديمة وانتشر إلى الأناضول والروميليا مع الهجرات التركية. ويشتهر فيه المطبخ التركي والألباني. والجدير بالذكر أنه بدلاً من الخميرة العادية، تُستخدم الخميرة الموجودة في الحمص؛ حيث تُخلط بالدقيق والماء وتركها طوال الليل في مكان دافئ، وفي اليوم التالي يتم تقطيع العجين إلى قطع ووضعها على صينية وخبزها.
في ألبانيا تُخبز كلفائف (لفّة [الإنجليزية]) كوجبة طعام تُسمى (Nohut böreği) وهي أحد منتجات المعكرونة التقليدية الشهيرة في مانيسا حتى في عصرنا هذا، تُحشى قطع العجين المدهونة بالزيت بالحمص المطحون وتُلف وتُخبز في الفرن. ويوجد في مانيسا وضواحيها أيضًا نوع من الخبز يسمى نوهوت إكميجي (nohut ekmeği) وهو مخبوز من العجين الممزوج بالحمص ويكون أشبه بخبز التوست.

### تاريخ
كان أول نوع من خميرة الخبز صنع في التاريخ[بحاجة لمصدر] أصبح خبز الحمص خبزًا يستهلكه البدو لأنه لا يفسد لفترة طويلة. من الصعب جدًا صنعها[بحاجة لمصدر]، تُصنع هذا الخبز أيضًا في الأناضول وروميليا. وهو أحد أنواع الخبز الموجودة في المطبخ العثماني والذي تم إعداده للسلطان.

### كيفية صنعه
يُصنع خبز الحمص من الدقيق والماء وخميرة الحمص والملح أولاً، ثم يُضاف بعض الحمص والماء الساخن إلى وعاء زجاجي ومن المتوقع أن يتخمر الحمص عند درجة حرارة 30 مئوية (أي بدرجة حرارة الغرفة). وبعد أن يتخمر الحمص يُضاف إلى الخليط السائل المكون من الماء والدقيق، ويترك حتى ينتفخ لفترة مُعينة في بيئة دافئة. ثم يضاف إليها الدقيق لتشكيل العجينة وتوضع في صينية داخل الفرن.

## الأصناف حسب المناطق التركية

### خبز حمص مدينة معمورة العزيز
خبز حمص معمورة العزيز او كما تُنطق التركية (إيلازيغ) (Elazığ Nohut Ekmeği)، إنه خبز الحمص الذي يتم إنتاجه حصريًا لشهر رمضان في إيلازيغ ويتم بيعه في أكشاك الشوارع كل عام.

### خبز حمص أوديميش (Ödemiş Nohut Ekmeği)
تم تقديم طلب لتسجيل خبز الحمص في منطقة أوديميش الواقعة في مدينة إزمير لدى مكتب براءات الاختراع والعلامات التجارية التركي بتاريخ 20.04.2021 والحصول على مؤشر جغرافي.